# Jan Zybert
Jan Zybert (11 de março de 1908 — 1943) foi um ciclista polonês. Competiu representando seu país, Polônia, nos Jogos Olímpicos de Verão de 1928 em Amsterdã.